# St. Josef (Oer-Erkenschwick)
Die römisch-katholische Kirche St. Josef war ein Kirchengebäude in Oer-Erkenschwick im Kreis Recklinghausen (Nordrhein-Westfalen).

## Geschichte und Architektur
Der kubische Skelettbau wurde von 1970 bis 1972, zusammen mit dem Kindergarten, nach Plänen von Joachim Schürmann errichtet. Die Vorhangfassade besteht aus weiß lackiertem Stahl, Glas und schwarzer Holzverkleidung. Das Äußere wird durch den Gegensatz von großzügig verglasten Ecken und geschlossenen Wandscheiben geprägt. Die einfache Form wird durch die asymmetrische Anordnung der Eingänge und Fallrohre belebt. Innen- und Außenraum sind durch die bis zum Boden reichende Verglasung verschränkt. Im Innenraum ruht ein Raumfachwerk auf vier Stützen. Es ist vergleichbar mit dem Ökumenischen Kirchenzentrum im Olympischen Dorf in München, dies wurde von 1969 bis 1972 vom Büro Christ & Karg errichtet. Die dunkle Deckenzone ist gegen den hellen Gemeindebereich abgesetzt.
2021 wurde die Kirche in die Liste der Baudenkmale eingetragen. Ende 2023 wurde sie verkauft. Am 12. Januar 2024 wurde sie profaniert.